# Kyle Gallner
Kyle Gallner (sinh ngày 22 tháng 10 năm 1986) là một nam diễn viên người Mỹ. Có lẽ anh được biết đến nhiều nhất với vai diễn Cassidy "Beaver" Casablancas trong serie phim truyền hình thám tử dành cho tuổi Teen Veronica Mars, và vai diễn khách mời, siêu anh hùng Bart Allen, trong bộ phim khoa học viễn tưởng Smallville, một phiên bản chuyển thể kết hợp từ hai nhân vật trong truyện tranh Flash và Impulse. Anh cũng nổi tiếng với vai Reed Garrett, con trai riêng của Mac Taylor, trong bộ phim truyền hình hình sự, trinh thám nhiều tập CSI: NY trong mùa thứ 3 đến mùa thứ 6 bắt đầu từ năm 2006, đồng thời là vai diễn trong các bộ phim kinh dị bao gồm The Haunting in Connecticut, Jennifer's Body và phiên bản làm lại của bộ phim A Nightmare on Elm Street.

## Đời sống và Sự nghiệp
Gallner sinh ra ở West Chester, Pennsylvania, và theo học ở Trường Trung học phía Đông West Chester. Anh khởi xướng sự nghiệp của mình bằng việc tham gia một trong những buổi thử giọng của chị gái. Anh bắt đầu trở thành ngôi sao khách mời trong những show truyền hình ăn khách thời điểm đó như Judging Amy và Close to Home. Gallner tham dự casting cho phim Veronica Mars với vai Cassidy Casablancas khi kết thúc mùa đầu tiên vào tháng 5 năm 2005 trước khi trở thành diễn viên chính thức trong mùa thứ hai.
Trong Veronica Mars, Gallner vào vai một cậu thiếu niên nhỏ tuổi, Cassidy "Beaver" Casablancas, em trai của Dick Casablancas. Mặc dù rất thông minh nhưng anh thường xuyên bị anh trai mình bắt nạt.
Sau khi đóng vai Bart Allen trong tập "Run" (Chạy) của phim Smallville, Gallner một lần nữa tái ngộ với vai diễn này vào ngày 18 tháng 1 năm 2007 trong tập "Justice" (Công lý") và tập kết thúc mùa thứ 8. Anh còn đóng một số vai diễn khách mời khác như: trong phim Cold Case với vai một tay súng tuổi teen trong tập "Rampage" (Cơn giận dữ); tập phim "Impulsive" (Bốc đồng) trong Law & Order: Special Victims Unit ngày 9 tháng 10 năm 2007 trong vai một học sinh trung học tố cáo giáo viên của mình (do Melissa Joan Hart thủ vai) về tội quan hệ tình dục với trẻ vị thành niên.; một tập phim trong serie truyền hình Bones trong vai Jeremy Farell, anh trai của một thí sinh trong một cuộc thi sắc đẹp và nằm trong số những nghi phạm bị nghi ngờ đã giết chết một trong những thí sinh nổi tiếng nhất của cuộc thi. Anh còn xuất hiện trong bộ phim độc lập Sublime.
Gallner đã sở hữu một vai chính trong một bộ phim kinh dị dựa trên chuyện thật The Haunting in Connecticut mà trong đó anh đóng vai Matt Campbell, một cậu con trai bị bệnh ung thư phải chịu những đau khổ vì những linh hồn ác quỷ. Gia đình của Matt chuyển từ thành phố hoa lệ New York đến Connecticut ở để anh có thể nhận được sự điều trị đặc biệt cho bệnh ung thư, tuy nhiên căn nhà duy nhất mà họ đủ tiền chi trả lại có thể một quá khứ đen tối không đáng tin cậy. Một linh hồn đã chết trong căn nhà đó đã hiện thân trong cơ thể của Matt và cậu đã nhìn thấy một chuỗi những dấu hiệu đáng lo ngại. Matt không thể chia sẻ điều này với bất kỳ ai trong nhà bởi vì nếu mọi người nghĩ anh đang bị ảo giác thì việc điều trị ung thư sẽ chấm dứt. Vào cuối phim, Matt giải thoát cho những linh hồn ác quỷ bị ám trong ngôi nhà và hoàn toàn thoát khỏi căn bệnh ung thư quái ác.
Anh tham gia trong bộ phim độc lập Cherry, quay trong khuôn viên của trường Đại học Kalamazoo và Đại học phía Tây Michigan, cùng với một số địa điểm khác ở trung tâm thành phố Kalamazoo, Michigan. Anh đóng vai Aaron, một sinh viên năm nhất trong hệ thống trường đại học Mỹ Ivy League gặp và yêu một người phụ nữ lớn tuổi hơn trong khi trở thành đối tượng tình cảm cho đứa con gái của người phụ nữ đó trong suốt quá trình.
Gallner đóng vai nam chính Quentin trong phiên bản làm lại của phim A Nightmare on Elm Street; nhân vật của anh là người yêu của Nancy.
Gallner còn đóng vai anh trai của nhân vật Aaron Paul trong phim Smashed năm 2012.
Gallner đóng vai Zach nhưng chỉ trong một tập phim trong tổng số 4 mùa của serie phim kinh dị The Walking Dead của đài AMC. Ban đầu theo dự tính nhân vật Zach sẽ đồng hành theo suốt bộ phim nhưng cuối cùng lại bị giết chết theo.
Năm 2014 Gallner đóng vai Kurt, một nhân vật phản diện đối với nhân vật chính Sam, trong bộ phim độc lập Dear White People về nạn phân biệt chủng tộc trong hệ thống trường đại học Ivy League.

## Danh sách phim
| Năm       | Tên phim                          | Vai diễn                     | Ghi chú |
| --------- | --------------------------------- | ---------------------------- | --- |
| 2000      | Third Watch                       | Raleigh                      | Serie truyền hình, tập "Young Men and Fire..." (Thanh niên và lửa)                                                                     |
| 2001      | Wet Hot American Summer           | Bobby's Buddy                | |
| 2002      | Law & Order: Special Victims Unit | Marc Lesinski                | Serie truyền hình, tập "Juvenile" |
| 2003      | Touched by an Angel               | Josh                         | Serie truyền hình, tập "Virtual Reality" (Thực tế ảo)                                                                                  |
| 2003      | Red Betsy                         | Charlie                      | |
| 2003      | Finding Home                      | Young Dave                   | |
| 2004-2010 | Smallville                        | Bart Allen                   | Serie truyền hình, tập "Run" (Chạy) mùa thứ 4, "Justice" (Công lý) mùa thứ 6, "Doomsday" (Ngày tận thế) mùa thứ 8, "Icarus" mùa thứ 10 |
| 2004      | The District                      | Brian Johnson                | Serie truyền hình, tập "Something Borrowed, Something Bruised"                                                                         |
| 2005      | Judging Amy                       | Zachary Pettit               | Serie truyền hình, tập "The Long Run"                                                                                                  |
| 2005      | Jack & Bobby                      | BJ Bongaro                   | Serie truyền hình, tập "Time Out of Live" Tập "Querida Grace"                                                                          |
| 2005      | Red Eye                           | Anh trai của Headphone Kid   | |
| 2005–2006 | Veronica Mars                     | Cassidy 'Beaver' Casablancas | Serie truyền hình, 25 tập |
| 2006      | Close to Home                     | Jacob Towers                 | Serie truyền hình, tập "The Good Doctor"                                                                                               |
| 2006      | Danika                            | Kurt Merrick                 | |
| 2006      | Cold Case                         | Cameron Coulter              | Serie truyền hình, tập "Rampage" |
| 2006      | Skater Boys                       | Sean Davis                   | Serie truyền hình, tập "Sundown" |
| 2006      | Bones                             | Jeremy Farrell               | Serie truyền hình, tập "The Girl with the Curl"                                                                                        |
| 2006      | Four Kings                        | Spencer                      | Serie truyền hình, tập "Upper West Side Story"                                                                                         |
| 2006–2007 | Big Love                          | Jason Embry                  | Serie truyền hình, 6 tập |
| 2007      | Sublime                           | Ned                          | Video |
| 2007      | Medium                            | Young Stephen                | Serie truyền hình, tập "The Boy Next Door"                                                                                             |
| 2007      | The Closer                        | Eric Wallace                 | Serie truyền hình, tập "Homewrecker"                                                                                                   |
| 2007      | Law & Order: Special Victims Unit | Shane Mills                  | TV series, episode: "Impulsive" |
| 2007      | Insatiable                        | Dickie                       | Serie truyền hình, tập "Pilot" |
| 2007–2011 | CSI: NY                           | Reed Garrett                 | Serie truyền hình, 13 tập |
| 2008      | Red                               | Harold                       | |
| 2008      | Gardens of the Night              | Ratboy                       | |
| 2008      | Trunk                             | Will                         | |
| 2008      | Life                              | Zak Sutter                   | Serie truyền hình, tập "Black Friday"                                                                                                  |
| 2008      | The Shield                        | Lloyd Denton                 | Serie truyền hình, 3 tập |
| 2009      | The Haunting in Connecticut       | Matt Campbell                | |
| 2009      | Jennifer's Body                   | Colin Gray                   | |
| 2010      | CSI: NY                           | Reed Garrett                 | Serie truyền hình, tập "Pot of Gold"                                                                                                   |
| 2010      | Past Life                         | Xander                       | Serie truyền hình, tập "Saint Sarah"                                                                                                   |
| 2010      | Cherry                            | Aaron                        | |
| 2010      | A Nightmare on Elm Street         | Quentin Smith                | |
| 2010      | Beautiful Boy                     | Sam Carroll                  | |
| 2011      | Red State                         | Jared                        | |
| 2011      | Losers Take All                   | Brian                        | |
| 2011      | Little Birds                      | Jesse Mc Namara              | |
| 2011      | Cougars, Inc.                     | Sam Lowell                   | |
| 2011      | Magic Valley                      | TJ Waggs                     | |
| 2012      | Smashed                           | Owen Hannah                  | |
| 2012      | Jan                               | Robbie                       | |
| 2012      | Criminal Minds                    | James Heathridge             | Serie truyền hình tập Heathridge Manor                                                                                                 |
| 2012      | Wigs                              |                              | YouTube |
| 2013      | Beautiful Creatures               | Larkin                       | |
| 2013      | CBGB                              | Lou Reed                     | Hậu kỳ |
| 2013      | The Walking Dead                  | Zach                         | Serie truyền hình tập "30 Days Without an Accident"                                                                                    |
| 2014      | Just Before I Go                  |                              | Quay phim |
| 2014      | Dear White People                 | Kurt                         | |
| 2014      | Zen Dog                           | Reed                         | |
| 2015      | American Sniper                   | Winston                      | Quay phim |
| 2024      | Cười 2                            | Joel                         | |